# 魔法のリノベ
『魔法のリノベ』（まほうのリノベ）は、星崎真紀による日本の漫画。『JOUR』（双葉社）にて、2015年から連載を開始して1度完結したのち、同誌の2022年5月号から令和版として新連載がスタートした。掲載誌は月刊であるが、星崎の希望により連載ペースは年4回掲載となっている。
2022年7月期にテレビドラマ化された。

## 登場人物
真行寺小梅（しんぎょうじ こうめ）
本作の主人公。大手工務店から「まるふく工務店」に転職する。
福山玄之介（ふくやま げんのすけ）
「まるふく工務店」リフォーム部の営業担当。営業成績0のバツ2のシングルファザー。福山家の長男。
福山蔵之介（ふくやま くらのすけ）
玄之介の父。家族経営の工務店「まるふく工務店」の社長。
福山竜之介（ふくやま たつのすけ）
「まるふく工務店」の設計担当。福山家の三男。
福山寅之介（ふくやま とらのすけ）
福山家の二男。

福山進之介（ふくやま しんのすけ）
玄之介の息子。

## 制作背景
本作の執筆前、星崎は「そろそろ漫画家引退」することを考えていた。「自宅にテラスをつくろう」と考えた星崎は、数社のリフォーム会社に見積もりを依頼。その際、「営業マンたちのそれぞれ違った仕事ぶりが面白くて」、リノベーションを題材とした本作を描きだしてしまったという。

## 書誌情報
- 星崎真紀 『魔法のリノベ』双葉社〈ジュールコミックス〉、既刊7巻（2024年11月14日現在）
  1. 2016年4月16日発売[8]、ISBN 978-4-575-33626-9
  2. 2017年3月17日発売[9]、ISBN 978-4-575-33659-7
  3. 2018年3月17日発売[10]、ISBN 978-4-575-33702-0
  4. 2022年7月14日発売[11]、ISBN 978-4-575-33885-0
  5. 2022年10月17日発売[12]、ISBN 978-4-575-33895-9
  6. 2023年11月16日発売[13]、ISBN 978-4-575-33931-4
  7. 2024年11月14日発売[14]、ISBN 978-4-575-33958-1

## テレビドラマ
カンテレ制作・フジテレビ系列の「月曜夜10時枠の連続ドラマ」枠にて、2022年7月18日から9月19日まで放送された。主演は波瑠。
作中で玄之介や小梅の夢として「まるふく工務店」の従業員たちがファンタジー世界の冒険者に扮し、その放送回に関する話題に触れる寸劇（まるふクエスト）が挿入されている。
ビルの模型に小梅や玄之介がプロジェクションマッピングされたようなカットを挿入し、小梅や玄之介の心の中の声を表現する演出が施されている。

### 登場人物

#### 主要人物
真行寺小梅（しんぎょうじ こうめ）〈30〉
演 - 波瑠（幼少期：田中絆菜）
本作の主人公。実家は静岡県富士宮市。
大手リフォーム会社「グローバルステラDホーム」から「まるふく工務店」に転職する。
Dホームの優秀な営業だったが、同僚で交際相手だった久保寺に二股を掛けられ、その二股相手・桜子にも罠に嵌められ、会社に居づらくなった時に蔵之介に誘われて転職している。
元彼の久保寺を見返すため躍起になるが、反面感情のコントロールが苦手で、イライラすると登山時にやまびこで愚痴るか、近くにいる人（主に玄之介）に八つ当たりする癖がある。玄之介と同じくファンタジー世界の冒険風の夢を毎回見ている。
コンビを組んでリノベの営業を行うなかで玄之介と気持ちが通じ合い、交際を始める。
Dホームの有川に蔵之介の過去の過ちの件をネタに脅され、「まるふく工務店」を退職しDホームに戻るが、玄之介からまた一緒に仕事がしたいと呼びかけられ、蔵之介がDホーム時代の過ちを会社のホームページで謝罪したことから、「まるふく工務店」に復帰する。
福山玄之介（ふくやま げんのすけ）〈33〉
演 - 間宮祥太朗
「まるふく工務店」の営業担当。福山家の長男。バツ2のシングルファザー。
以前はOA機器のカスタマーセンターにて勤務していたが、二番目の妻を次男の寅之介に駆け落ちで奪われ、寅之介がいなくなったため、彼が担当していた営業に回されている。
特技は謝罪で「詫びの玄」の異名を持つ。営業経験が浅く気が弱いため契約を中々取れずにいたが、包容力豊かな性格で時に小梅を精神面でサポートする。
よく夢を見るが、毎回ファンタジー世界の冒険劇風で、小梅も同じような夢を見ている。
コンビを組んでリノベの営業を行うなかで小梅と気持ちが通じ合い、交際を始める。

#### まるふく工務店
家族経営の工務店。
福山蔵之介（ふくやま くらのすけ）〈61〉
演 - 遠藤憲一
社長。玄之介の父親。飄々と明るく、包容力がある性格。父親であるが、妻がいない為、まるで母親の様に社員たちを見守っている。
かつてDホームに勤務して宅地開発で地上げを行っており、有川はその当時の部下であった。
福山竜之介（ふくやま たつのすけ）〈28〉
演 - 吉野北人（THE RAMPAGE）
設計担当。福山家の三男。小梅に気があるが素直になれない拗らせ男子。よく行きつけのバーで店主の小笠原に愚痴を吐いている。
意を決して小梅に気持ちを告白し、実家に帰った小梅に仕事を口実にアプローチをかけるが、工務店のメンバーに小梅の実家に強盗に行ったと誤解され、連れ戻される。
小出誠二（こいで せいじ）〈57〉
演 - 近藤芳正
ベテラン従業員。地域との交流を大事にし、たとえ小さな受注でも大切にすることで着実に信用を重ねてきた。玄之介や竜之介が小さい頃からの知り合い。
越後寿太郎（えちご じゅたろう）〈44〉
演 - 本多力
中堅社員。親切だが怪談を怖がる臆病な一面も。
福山進之介（ふくやま しんのすけ）〈7〉
演 - 岩川晴
玄之介の息子（最初に結婚した妻との子供）。ゲーム好きで意地っ張りな性格だが、本心では父の事を慕っている。
橋詰（はしづめ）
演 - 加治将樹
左官職人。
東村（ひがしむら）
演 - 永野宗典
大工。

#### グローバルステラDホーム
大手リフォーム会社。小梅の以前の勤務先。
有川拓（ありかわ ひらく）〈54〉
演 - 原田泰造
部長。小梅の元上司。普段は笑顔だが、急に真顔で部下を威圧する人物。
部下を「円卓の部下団」という勉強会のメンバーに実質、強制参加させ支配下におく。
20年前、Dホーム時代の蔵之介が一休食堂周辺の土地を地上げしていた件で脅し、小梅を「まるふく工務店」から引き抜く。
久保寺に反旗を翻されたことで「円卓の部下団」が崩壊し、地上げが上手くいかなくなると自暴自棄になり、「まるふく工務店」を強襲するが、蔵之介から「いいところだけ残して、リノベしよう」と説得されたことで改心し、蔵之介との確執を解消し、二人で登山する。
久保寺彰（くぼでら あきら）〈27〉
演 - 金子大地
営業マン。小梅の元同僚で年下の元恋人。京都出身。流されやすい臆病な性格だが、根は素直な後輩気質。
同期の桜子と縁切れしないまま小梅と交際し、小梅がDホームを辞めるきっかけを作った。小梅に対し強がっているものの、未練があり引きずっている。
有川に「円卓の部下団」は自主的な集まりではなく有川の命令を強制させる集まりであると彼のパワハラを非難し、それが口火となり横田も「円卓の部下団」は「くそ」だと非難し、それに対し有川が暴言を吐く様子を三津井が撮影したことで「円卓の部下団」を崩壊させる。

三津井健人（みつい けんと）〈25〉
演 - 山下航平
若手社員。有川の腰巾着。
「円卓の部下団」で有川の里山サスティナブルポリス開発プロジェクト立ち上げにもろ手を挙げて賛同するが、その裏で秘かに有川の言動を録音しており、彼のパワハラまがいのやり方の証拠を掴もうとしていたが、有川にそのことを見透かされていた。
久保寺が有川のパワハラを非難し、それに対し有川が暴言を吐く様子を撮影する。
五十嵐桜子
演 - 北香那
社員。彰の元カノ。彰とよりを戻すため、小梅が久保寺を利用して手柄を横取りしているとあらぬ噂を社内に流し、そのことに抗議した小梅に暴力をふるわれたと他の社員たちの前で嘘をつき、小梅を陥れた。
役名不明
演 - 高尾優吾
社員。
役名不明
演 - 奥村佳代（第3話・第4話）、牧野莉佳（第3話・第4話）
社員。桜子の演技に騙されその主張に同調する。
横田
演 - 土佐和成
有川の部下。昼休みに部署の垣根を超え、不定期で開催している勉強会のメンバー「円卓の部下団」の一員。
有川に服従していたが、久保寺が口火を切って有川のパワハラを非難したのに乗じ、自身も有川を非難する。
役名不明
演 - 和田みなみ
「円卓の部下団」の一員。

#### その他
小笠原京子（おがさわら きょうこ）
演 - YOU
竜之介が行きつけにしているバーの店主。飄々としているがゴシップが好きなノリのいい性格で、竜之介の愚痴を恋愛話として楽しく聞いて接客している。
春川ミコト（はるかわ ミコト）〈30〉
演 - SUMIRE
小梅の大学時代からの友人。イラストレーター。小梅の登山仲間であり、山ガール。
「まるふく工務店」のマスコットキャラクター「まるふくろう」をデザインしている。
小梅を介し参加した「まるふく工務店」の社員旅行（キャンプ）で玄之介を気に入り、交際を申し込むがフラれてしまう。
おでん屋
演 - 諏訪雅
まるふく工務店社員行きつけの屋台。
雪乃
演 - 中井さくら
寅之介と駆け落ちした玄之介の元妻。寅之介の子供を身ごもる。
福山寅之介（ふくやま とらのすけ）〈31〉
演 - 落合モトキ
福山家の次男。兄・玄之介の妻・雪乃と駆け落ちして彼女を奪う。
進京不動産の社員として「まるふく工務店」に現れ、雪乃との結婚を祝福してほしいと勝手なことを言うが、これまで文句を言わなかった玄之介から「福山家に近づくな」と通告される。

#### ゲスト

##### 第1話
西崎万智
演 - 中山美穂（幼少期：太田結乃）
和則の妻。「小説すずなり」の雑誌編集長。ベテラン作家・片山冬樹の担当。築60年の自宅のリノベーションの見積依頼者。
「400万円に収まればなんでもよい」とリノベーションの希望を言わなかったが、実際は両親から受け継いだ思い出のある実家を大切にしたいと思っていた。小梅が提案した思い出の縁側を残しつつ和モダンを実現するプランに興味を示し、Dホームとの契約を中止して「まるふく工務店」と契約する。
西崎和則
演 - 寺脇康文
万智の夫。築60年の自宅のリノベーションの見積依頼者。職業はライター。
最近は蕎麦打ちに凝っており、キッチンとリビングが繋がった間取りになるリノベーションを希望していたが、Dホームの提案で全面リフォームにプランを切り替える。しかし、妻が実家の思い出を大事にしていると知り、妻に寄り添い、「まるふく工務店」と契約する。
佐竹優香
演 - 森カンナ
片付けが極度に苦手な専業主婦。Dホーム時代の小梅の顧客。
小梅の提案する夫と共同作業可能なキッチンにリノベーションすることを希望し、仕事に復帰することを宣言した。
佐竹総一朗
演 - 橋本淳
モラハラ気味の優香の夫。Dホーム時代の小梅の顧客。
散らかっているキッチンが見えないようアイランドキッチンを壁で囲むリノベーションを希望していた。
西崎万智の両親（回想）
演 - 橋本隆佑、紀那きりこ
西崎和則・万智夫妻の娘夫婦
演 - 土山茜、山口改
「小説すずなり」編集部員
演 - 椙山さと美、小西貴大
役名不明
演 - 太田誠

##### 第2話
河内千聖
演 - 水野美紀
営業職の女性。享明の妻。
夫と同じ寝室で一緒に寝ているが、仕事で疲れた時は一人でゆったり眠りたいと夫婦別寝プランを希望するものの、夫には言い出せず小梅にこっそり相談していた。夫婦がつかず離れずの距離感の寝室を希望していることを掴んだ小梅と玄之介から、スライドウォールを用いた回遊動線プランの寝室を提案され、「まるふく工務店」にリフォームを依頼する。
河内享明
演 - 野間口徹
千聖の夫。システムエンジニア。
子供が欲しく妻と同じ寝室で一緒に寝ていたが、子供が望めないことが判ると妻には言い出せないものの、妻の歯ぎしりや就寝時間の違いから夫婦別寝プランをこっそり玄之介に希望していた。

##### 第3話
加藤浩晶（かとう ひろあき）
演 - 迫田孝也
購入したばかりの中古一戸建てが事故物件（前家主の物件での自然死）と判明し、リノベーションの見積りを依頼する。
妻・えみりのアイドル時代のマネージャーだった。
加藤えみり（かとう えみり）
演 - トリンドル玲奈
浩晶の妻。元アイドルの「えみりん」こと桃原えみり。よく調べず事故物件を購入した浩晶と不仲になる。
一戸建ての前家主が有名作曲家の諸見聡と知り、亡くなった経緯も小梅たちに説明を受けたため、死者への尊厳の気持ちから事故物件とは考えないようになり、「まるふく工務店」の提案する産まれてくる子供との音楽のあふれる生活へのリフォーム案を受け入れる。
武田
演 - 山田真歩
女性作曲家。諸見聡の弟子。師匠の諸見が自分の曲を盗んでいると知りつつ、黙認していた。
亡くなって数日後の諸見を発見し、独り身だった彼の代わりに一戸建てを売却したが、その後も家の様子を見に来ていた。
諸見聡（もろみ さとる）
演 - 宮坂ひろし
現代のショパンと呼ばれた作曲家。「モロミー」の愛称がつけられ人気があったが、魔がさして弟子の武田の作品を盗作し世間からバッシングを受け、ひとり海辺の一軒家に住んでいたが急性心不全で他界する。
村田
演 - 渋谷謙人
桃原えみりのファン。浩晶と結婚したえみりを遠くから見守っており、えみり夫婦が購入した海辺の一軒家に小梅を追いかけ入って行く久保寺を見かけ、不審者と思い襲い掛かる。

##### 第4話
小山田真理（おやまだ まり）
演 - 渡辺真起子
外壁リフォームの依頼主。一年前に夫に先立たれ、息子の昌輝と二人暮らし。
義姉の千恵子の指摘した風水に影響され、鬼門にトイレが入る間取りで夫が早くに亡くなり、息子が失業したのではないかと気にしていたことから、外壁リフォームを足場が組み終わった直後にキャンセルし、風水を考慮した間取りのリノベーションを依頼する。
義姉の千恵子が考えた風水フル装備の間取りでリノベーション代も出すと言われたが、言いなりにならず、最後は自分の考えで夫との思い出も残る最小限の改築で済む風水を考慮したトイレの移築のリノベーション案を依頼する。
保科千恵子（ほしな ちえこ）
演 - 浅野ゆう子
真理の義姉（真理の亡夫の姉）。風水マニア。真理の自宅は家相が悪いと指摘する。
小山田家のリノベーション代のスポンサーを買って出て、風水フル装備の間取りにしようと再度間取りの見直しを求める。
小山田昌輝（おやまだ まさき）
演 - 佐伯大地
真理の息子。派閥争いに巻き込まれリストラに遭い、失業中。伯母の千恵子に陶酔し、言いなりの母を心配する。
華丸（はなまる）
演 - 寺島進
外装屋の番頭。
桜子の連れ
演 - 村上純（しずる）
桜子がおでん屋に連れてきて小梅と玄之介に遭遇する。

##### 第5話
鎌田武彦〈70〉
演 - 岩松了
元体育教師。自宅に泥棒に入られ警察から「狙われやすい家」と指摘されたことから「まるふく工務店」に防犯リフォームを依頼する。
娘の深雪によるリフォーム契約のクーリングオフに対抗するため、クーリングオフ期限日に家中の鍵を施錠して立て籠るが、足を踏み外し苦しんでいた。そこまでして自宅住まいに拘る理由は、お向かいの山田に気があり、彼女を傍で見ていたい気持ちのためだと、安否を心配して家に侵入した玄之介の知るところとなり、リフォーム実行に5年の猶予を儲けることで、娘と同居するしないの話に決着をつける。（但し、玄関のカギを1つ追加する工事は実施している。）
多田深雪
演 - 村川絵梨
鎌田武彦の娘。母が亡くなり一人暮らしになった父と嫁ぎ先の茨木で一緒に暮らそうと説得中。高額な防犯リフォームを提案した「まるふく工務店」を悪徳業者呼ばわりし、契約をクーリングオフし、寅之介の務める進京不動産に家を売却しようとする。
最終的には父・武彦が現状は同居する気がない気持ちを汲み、リフォーム実行に5年の猶予を儲けたことから、同居のトレーニングを兼ね、夫婦で父の家に定期的に遊びに行き、宿泊することにする。
山田
演 - 中田喜子
鎌田家のご近所さん。武彦に秘かに想いを寄せられている。
深雪の夫
演 - 半田周平
夫婦で義父・武彦の家に遊びに行き、散らかっていた部屋を片付けて宿泊する。

##### 第6話
飯星靖子
演 - 真飛聖
会社員。変わった間取りを見るのが趣味の「マドリスト」。寅之介の紹介で変わった間取りの中古マンションのリノベを「まるふく工務店」に依頼するが、予算の関係で「くつろぎ重視」か「動線重視」のプランの選択を迫られ、迷っている間に物件が売れてしまう。
小梅の提案で予算を下げた普通の間取りのマンションベースで、リノベ費用のウェイトを高めたプランに仕切り直し、20年収集してきた変わった間取りの資料を反映させたプランを準備してもらう。寅之介から少し高額になるが過去に欲しかったリノベ不要のマンションの購入を勧められる横槍が入るが、「まるふく工務店」にリノベを依頼する。
カメラマン
演 - 酒井善史
「まるふく工務店」のホームページに使用する小梅や玄之介たちの写真を撮影する。

##### 第7話
真行寺青空（しんぎょうじ あおぞら）
演 - 葉山奨之（第8話）
小梅の弟。
真行寺樹（しんぎょうじ いつき）
演 - 田中真琴（第8話）
青空の妻。
真行寺鳥雄（しんぎょうじ とりお）
演 - 相島一之（第8話）
小梅の父。
真行寺喜代子（しんぎょうじ きよこ）
演 - 宮崎美子（第8話）
小梅の母。
磯辺正一（いそべ しょういち）
演 - 徳重聡
真行寺家を二世帯住宅に建て替える地元の住宅メーカー「すまいる住宅」の営業担当。
司会者
演 - 中川晴樹
青空と樹の結婚式の司会者。

##### 第8話
弘前悟（ひろさき さとる）
演 - 戸次重幸
バーの店主・京子の年下の恋人。公務員。京子と結婚し一緒に暮らすことになり、中古物件を京子の飼う犬2匹、自分の飼う猫4匹と一緒に住めるペットシェアハウスにするリノベを「まるふく工務店」に依頼する。
同居を焦り、リノベ物件が完成する前に京子の飼い犬を自身の飼い猫みーにゃに会わせて、みーにゃに逃げられてしまうが、玄之介やミコトの協力で無事、発見する。
天井寄りに設置したキャットウォークで犬と猫の動線を分け、寝室などはフリースペースにして、生活をしてから間取りを決めるフレキシブルなプランを小梅や玄の介から提案され、そのプランを採用する。
飛山剛志（とびやま つよし）
演 - 大友康平（第9話・最終話）
小梅が登山する山の裾野にある「一休食堂」の二代目店主。当初、「まるふく工務店」でのリノベを検討していたが、竜之介の父が蔵之介と知ると、地上げで自分の父が事故死に追い込まれていたことから、話をなかったことにするとリノベを断る。
小梅と竜之介の熱心な営業と、蔵之介が自社のホームページで過去の過ちを公表、謝罪したことで、「一休食堂」に来店する登山者や妻のアトリエなどを考慮した「まるふく工務店」のリノベ提案を受け入れる。

##### 第9話
真野珠江（まの たまえ）
演 - 池谷のぶえ
人気テレビ番組「グレートマミーと風まかせ7人兄弟」で注目を集める大家族の母親。「まるふく工務店」へのリノベの依頼人。スーパーでパートタイマーとして働いている。バツ4。腰痛持ちで洗濯ができない。
真野樹愛留（まの じゅえる）
演 - 宮﨑優
真野家の長女。レンタカー会社で事務員として勤務。珠江に代わって洗濯を担当。
真野帝愛羅（まの てぃあら）
演 - 駒井蓮
真野家の次女。パティシエを目指し、調理師学校に通学中。
真野駆里星（まの くりすた）
演 - 白鳥晴都
真野家の長男。中学3年生。思春期まっただ中。
真野帝羽虹（まの てぃはに）
演 - 垂水文音
真野家の三女。中学1年生。
真野剛竜人（まの ごると）
演 - 戸井田竜空
真野家の次男。小学3年生。
真野紫流馬（まの しるば）
演 - 森優理斗
真野家の三男。小学1年生。
真野瞳心（まの ろここ）
演 - 英茉
真野家の四女で末っ子。
遠藤祥平（えんどう しょうへい）
演 - 長田成哉
人気テレビ番組「グレートマミーと風まかせ7人兄弟」のディレクター。次女の帝愛羅にリノベを勧める。
片岡（かたおか）
演 - 石田剛太
人気テレビ番組「グレートマミーと風まかせ7人兄弟」のスタッフ。
飛山倭子（とびやま おはこ）
演 - 中島ひろ子（最終話）
剛志の妻。
飛山剛志の両親
演 - 高橋豊、三谷侑未
「一休食堂」の先代夫婦。父親はDホーム時代の蔵之介と有川の地上げに追い込まれて事故死している。

##### 最終話
利夫
演 - 森喜行
「一休食堂」の常連。
美津江
演 - 曽我久子
「一休食堂」のご近所さん。山菜採りの名人。
サイクリスト
演 - 鎌野紗惠子
「一休食堂」に水を買いに来たサイクリスト。

### スタッフ
- 原作 - 星崎真紀『魔法のリノベ』（双葉社『JOUR COMICS』）
- 脚本 - 上田誠（ヨーロッパ企画）
- 音楽 - 瀬川英史
- オープニングテーマ - さとうもか「魔法」（EMI Records/ユニバーサルミュージック）[65]
- 主題歌 - ヨルシカ「チノカテ」（ユニバーサルJ）[66][67]
- リノベーション監修 - 西尾肇[68]
- キャラクター監修 - CHOCOLATE
- キャラクター原案 - STUDY優作[69]
- ミニチュア制作 - 飯塚貴士[70]
- タイトルバックミニチュア制作 - Marbing
- ファンタジー衣装デザイン - 角田貴志
- ファンタジー衣装特殊造形 - 岡野正広[71]
- プロデューサー - 岡光寛子（カンテレ）、伊藤茜（メディアプルポ）、田端綾子（メディアプルポ）
- 監督 - 瑠東東一郎、本田隆一
- 制作協力 - メディアプルポ
- 制作著作 - カンテレ

### 放送日程
| 話数                                                                        | 放送日  | サブタイトル                                         | 監督       | 視聴率 |
| --------------------------------------------------------------------------- | ------- | ---------------------------------------------------- | ---------- | ------ |
| 第1話                                                                       | 7月18日 | 凸凹バディが誕生! 築60年の家をリノベしたい夫婦の本音 | 瑠東東一郎 | 7.4%   |
| 第2話                                                                       | 7月25日 | 寝室で一緒に寝たくない仲良し夫婦の家                 | 瑠東東一郎 | 6.7%   |
| 第3話                                                                       | 8月01日 | 事故物件を体当たり調査! 隠された真相                 | 本田隆一   | 6.7%   |
| 第4話                                                                       | 8月08日 | 風水案件でドタキャン? 因縁相手と対決                 | 本田隆一   | 6.2%   |
| 第5話                                                                       | 8月15日 | 防犯リノベで父娘バトル! 駆け落ち次男が登場           | 瑠東東一郎 | 6.1%   |
| 第6話                                                                       | 8月22日 | 間取り大好きマドリストの夢! 兄弟対決                 | 本田隆一   | 6.3%   |
| 第7話                                                                       | 8月29日 | 帰りたくない実家を二世帯住宅リノベ!                  | 瑠東東一郎 | 6.2%   |
| 第8話                                                                       | 9月05日 | 犬猫ペットシェアハウス! 帰省裏で何が                 | 片山雄一   | 6.0%   |
| 第9話                                                                       | 9月12日 | 七人兄弟の大家族リノベ! 社長の過去                   | 本田隆一   | 5.8%   |
| 最終話                                                                      | 9月19日 | 最終回! 梅玄コンビが下す決断は?                      | 瑠東東一郎 | 6.6%   |
| 平均視聴率 6.4%（視聴率はビデオリサーチ調べ、関東地区・世帯・リアルタイム） |         |                                                      |            |        |

- 初回は22時 - 23時09分の15分拡大放送。

### その他
- 放送期間中、番組スポンサーを務めるLIXILとのコラボレーションの一環で、番組内にてインフォマーシャルを放映。CMにはまるふく工務店の小出誠二を演じる近藤芳正と、越後寿太郎を演じる本多力が作中の人物として登場し、商品の建材を紹介する[74]。

| カンテレ制作・フジテレビ系列 月曜夜10時枠の連続ドラマ         | カンテレ制作・フジテレビ系列 月曜夜10時枠の連続ドラマ | カンテレ制作・フジテレビ系列 月曜夜10時枠の連続ドラマ      |
| 前番組                                                        | 番組名                                                | 次番組                                                     |
| ------------------------------------------------------------- | ----------------------------------------------------- | ---------------------------------------------------------- |
| 恋なんて、本気でやってどうするの? （2022年4月18日 - 6月20日） | 魔法のリノベ （2022年7月18日 - 9月19日）              | エルピス-希望、あるいは災い- （2022年10月24日 - 12月26日） |